# Ila gyl
Ila gyl är en sjö i Älmhults kommun i Småland och ingår i Helge ås huvudavrinningsområde.